# Rudolf Oestreich
Rudolf Julius Franz Oestreich (* 7. März 1878 in Berlin; † 1963) war ein deutscher Metallarbeiter, Herausgeber und Anarchist.

## Leben
Vom November 1904 bis September 1907 (mit Unterbrechung im Februar 1907) verantwortete Oestreich die Redaktion der Zeitschrift Der Freie Arbeiter. Am 27. Februar 1908 verurteilte ihn das Reichsgericht wegen Vorbereitung zum Hochverrat zu drei Jahren und zehn Monaten Zuchthaus.
Oestreich war in der Zeit vor dem Ersten Weltkrieg Redakteur des Mitteilungsblattes der Föderation der Kommunistischen Anarchisten Deutschlands (FKAD). Er gehörte 1919 zu den Gründungsmitgliedern der FKAD, war die meisten Jahre Mitglied in deren Geschäftskommission sowie bis 1933 Herausgeber ihres Organs Der Freie Arbeiter. 1937 wurde er kurzzeitig verhaftet.
Erich Mühsam berichtete in seinem Artikel Schmach und Schande 1928, dass Oestreich seine Mitstreiter Rudolf Rocker und Helmut Rüdiger wegen verleumderischer Beleidigung angeklagt hatte.
Nach dem Zweiten Weltkrieg gab er mit dem Berliner Rätekommunisten Alfred Weiland 1948 die Stimmen zur Kriegsgefahr heraus, bevor er von 1949 bis 1951 eine Wiederbelebung von Der freie Arbeiter verantwortete, der 1950 bis 1951 mit der von Willy Huppertz herausgegebenen Befreiung als Vereinigte Blätter  zusammengelegt wurde.

## Veröffentlichungen
- Rudolf Oestreich: Die Anarchisten zur gegenwärtigen Lage (1931), online

## Weiterführende Literatur
- Helge Döhring: Organisierter Anarchismus in Deutschland 1919 bis 1933. Die Föderation kommunistischer Anarchisten Deutschlands (FKAD), Band 1, Verlag Edition AV, Bodenburg 2018, ISBN 978-3-86841-192-8
- Helge Döhring: Anarchisten auf Sinnsuche. Die Föderation kommunistischer Anarchisten Deutschlands (FKAD) 1919 - 1933, Band 2, Verlag Edition AV, Bodenburg 2019, ISBN 978-3-86841-191-1
- Hans Jürgen Degen: Die Wiederkehr der Anarchisten. Anarchistische Versuche 1945–1970. Verlag Edition AV, Lich 2009, ISBN 3-86841-015-5
- Günter Bartsch: Anarchismus in Deutschland. 1945–1956. Band 1, Fackelträger-Verlag, Hannover 1972, ISBN 3-7716-1331-0
- Michael Kubina: Von Utopie, Widerstand und Kaltem Krieg. Das unzeitgemäße Leben des Berliner Rätekommunisten Alfred Weiland (1906–1978). Band 1, „Diktatur und Widerstand.“ S. 261. Lit Verlag, Hamburg 2001, ISBN 3-8258-5361-6